# Uroš Delić
Uroš Delić (in serbo Урош Делић?; Nikšić, 10 agosto 1987) è un ex calciatore montenegrino, di ruolo centrocampista.